# رولف مورتمان
رولف مورتمان (نروژی: Rolf Maartmann; ۳ نوامبر ۱۸۸۷ – ۸ ژوئیهٔ ۱۹۴۱) بازیکن فوتبال اهل نروژ بود.
از باشگاه‌هایی که در آن بازی کرده‌است می‌توان به باشگاه فوتبال لین اشاره کرد.